# Neferkau
Neferkau was een Egyptische prins uit de 4e dynastie van het oude Egypte. Hij was de zoon van Rahotep en Nofret, kleinzoon van farao Snofroe en neef van farao Choefoe (Cheops). Hij had twee broers en drie zussen.